# Казарино (Волгоградская область)
Казарино — хутор в Киквидзенском районе Волгоградской области России. Входит в состав Озеркинского сельского поселения.

## География
Хутор находится в северной части Волгоградской области, в степной зоне, в пределах Хопёрско-Бузулукской равнины, на южном берегу озера Казарина (старица реки Бузулук), на расстоянии примерно 5 километров (по прямой) к востоку-северо-востоку (NEN) от станицы Преображенской, административного центра района. Абсолютная высота — 94 метра над уровнем моря.
Часовой пояс
Хутор Казарино, как и вся Волгоградская область, находится в часовой зоне МСК (московское время). Смещение применяемого времени относительно UTC составляет +3:00.

## Население
| 2010 |
| ---- |
| 164  |

Гендерный состав
По данным Всероссийской переписи населения 2010 года в гендерной структуре населения мужчины составляли 47 %, женщины — соответственно 53 %.
Национальный состав
Согласно результатам переписи 2002 года, в национальной структуре населения русские составляли 94 % из 228 чел.

## Улицы
Уличная сеть хутора состоит из одной улицы (ул. Озёрная).